# Pamięci Skiby Jarocin 1983
Pamięci Skiby Jarocin 1983 – zapis koncertu zespołu Krzak, na festiwalu w Jarocinie w 1983 Krzak, który grał wspólnie z innymi muzykami, min: Ryszardem Riedlem, Czesławem Adamowiczem, czy Jorgosem Skoliasem, zadedykował ów koncert i płytę zmarłemu w 1983 Ryszardowi Skibińskiemu.

## Lista utworów
1. "Blues dla Skiby"
2. "Come on"
3. "Go-go-owiec"
4. "Swingulas"
5. "Free Night"
6. "Solo dla Skiby"
7. "Solidarność Blues "

## Twórcy
- Jan Błędowski – skrzypce
- Leszek Winder – gitara,
- Jerzy Kawalec – gitara basowa
- Andrzej Ryszka – perkusja
- Jorgos Skolias – śpiew
- Leszek Dranicki – gitara

### Gościnnie
- Ryszard Riedel – śpiew
- Rafał Rękosiewicz – organy Hammonda
- Antoni "Ziut" Gralak – trąbka
- Mirosław Rzepa – gitara
- Krzysztof Głuch – pianino
- Ryszard Sygitowicz – gitara
- Jan Izbiński – gitara, śpiew
- Czesław Adamowicz – śpiew